# 马联德
马联德（1921年9月—2023年1月16日），山东郯城人，中国人民解放军正军职离休干部、原总后勤部纪律检查委员会正军职专职委员。

## 生平
马联德1938年8月参加革命工作，1941年5月入伍，1939年5月加入中国共产党。历任干事、副科长、科长、副处长、处长、部长、副政委等职。
2023年1月16日，马联德因病于北京逝世，享年101岁。讣告刊登在5月9日的《解放军报》。